# Can Simon de Baix
Can Simon de Baix és una obra del municipi de Sant Llorenç d'Hortons (Alt Penedès) inclosa en l'Inventari del Patrimoni Arquitectònic de Catalunya.

## Descripció
Consta d'una masia a dues vessants, rectangular, amb afegits posteriors de dues plantes, cova subterrània i cellers, pati que conserva les traces fortificades de dos portals, un enderrocat. Cal esmentar el portal d'accés format per un extraordinari ventall de dovelles amb la data de 1577 i un rellotge de sol de la mateixa època. Traspassat el portal esmentat es troba una gran entrada amb una escala i ull calat d'arrel gòtica que condueix a la sala gòtica superior, on s'hi troben tres portals amb caps i filigranes, un curiós prestatge escalonat, i un armari amb portes d'estil gòtico-renaixentista del 1577, i un sostre, tot de fusta a dues vessants, aguantat per bigues escairades i grans jàsseres. Al costat del portal enderrocat, hi ha dos xiprers, plantats en record de l'acolliment català, un volia dir dormir, dos dormir i menjar. El 1587 es menciona amb el nom de casa d'en Miquel Joan Batlle. La façana principal va ser reformada per Josep Ros i Ros l'any 1911. Al costat d'aquesta hi ha un altre cos d'edifici amb una galeria porticada. I al costat d'aquesta, la capella, construïda l'any 1814.